# Liste von Terroranschlägen im Jahr 2008
Die Liste von Terroranschlägen im Jahr 2008 enthält eine Auswahl von Terroranschlägen, die im Jahr 2008 passierten. Attentate werden gesondert in der Liste bekannter Attentate behandelt. Die Liste von Sprengstoffanschlägen listet auch nichtterroristische Anschläge. Die Liste von Flugzeugentführungen enthält eine Liste mit meist terroristischem Hintergrund. Im Artikel Rechtsterrorismus werden weitere terroristische Anschläge aufgezählt.

## Erläuterung
In der Spalte Politische Ausrichtung ist die politische bzw. weltanschauliche Einordnung der Täter angegeben: faschistisch, rassistisch, nationalistisch, nationalsozialistisch, sozialistisch, kommunistisch, antiimperialistisch, islamistisch (schiitisch, sunnitisch, deobandisch, salafistisch, wahhabitisch), hinduistisch. Bei vorrangig auf staatliche Unabhängigkeit oder Autonomie zielender Ausrichtung ist autonomistisch vorangestellt, gefolgt von der Region oder der Volksgruppe und ggf. weiteren Merkmalen der Täter: armenisch, irisch (katholisch), kurdisch, tirolisch, tschetschenisch, dagestanisch, punjabisch (sikhistisch), palästinensisch.
Die Opferzahlen der Anschläge werden farbig dargestellt:

Die Zahl bei den Anschlägen getöteter/verletzter Täter ist in Klammern ( ) gesetzt.

## Januar
| Datum/Beginn    | Betroffenes Land | Anschlag                   | Täter                          | Politische Ausrichtung                                                                      | Mittel                               | Ziel                        | Tote    | Verletzte | Hintergrund                                       |
| --------------- | ---------------- | -------------------------- | ------------------------------ | ------------------------------------------------------------------------------------------- | ------------------------------------ | --------------------------- | ------- | --------- | ------------------------------------------------- |
| 01. Januar 2008 | Kenia            | Anschlag in Eldoret        |                                |                                                                                             | Stichwaffen, Brandstiftung           | Kirche                      | 50      |           |                                                   |
| 01. Januar 2008 | Irak             | Anschlag in Bagdad         |                                |                                                                                             | Selbstmordattentäter                 | Beerdigung                  | 36 (+1) | 30        | Irakischer Widerstand                             |
| 01. Januar 2008 | Thailand         | Anschlag in Narathiwat     |                                |                                                                                             | 2 Motorradbomben, 3 Sprengsätze      | 2 Hotels, Zivilisten        | 0       | 32        | Konflikt in Südthailand seit 2004                 |
| 02. Januar 2008 | Sri Lanka        | Anschlag in Colombo        | LTTE                           | autonomistisch, tamilisch-sozialistisch                                                     | Sprengsatz                           | Verwundete Soldaten in Bus  | 4       | 24        | Bürgerkrieg in Sri Lanka                          |
| 02. Januar 2008 | Irak             | Anschlag in Baquba         | vermutlich al-Qaida im Irak    | salafistisch, wahhabitisch, panislamisch, antikommunistisch, antizionistisch, antisemitisch | Selbstmordattentäter                 | Kontrollpunkt               | 7 (+1)  | 22        | Irakischer Widerstand                             |
| 02. Januar 2008 | Algerien         | Anschlag in Boumerdes      | al-Qaida im Maghreb            | salafistisch, wahhabitisch                                                                  | Selbstmordattentäter mit Autobombe   | Polizeistation              | 4 (+1)  | 20        | Aufstand im Maghreb seit 2002                     |
| 03. Januar 2008 | Türkei           | Anschlag in Diyarbakır     | PKK                            | autonomistisch, kurdisch-sozialistisch                                                      | Autobombe                            | Soldaten                    | 4       | 68        | Konflikt zwischen der Republik Türkei und der PKK |
| 04. Januar 2008 | Kenia            | Anschlag in Rift Valley    |                                |                                                                                             | Schusswaffen                         | Stammesmitglieder           | 30      |           |                                                   |
| 10. Januar 2008 | Pakistan         | Anschlag in Lahore         |                                |                                                                                             | Selbstmordattentäter                 | Gerichtsgebäude, Polizisten | 23 (+1) |           | Konflikt in Nordwest-Pakistan                     |
| 14. Januar 2008 | Pakistan         | Anschlag in Karatschi      |                                |                                                                                             | Motorradbombe                        | Markt, Zivilisten           | 9       | 35        | Konflikt in Nordwest-Pakistan                     |
| 14. Januar 2008 | Thailand         | Anschlag in Yala           |                                |                                                                                             | Motorradbombe                        | Markt                       | 0       | 37        | Konflikt in Südthailand seit 2004                 |
| 16. Januar 2008 | Libanon          | Anschlag nahe Beirut       |                                |                                                                                             | Autobombe                            | Fahrzeug der US-Botschaft   | 3       | 25        |                                                   |
| 16. Januar 2008 | Sri Lanka        | Anschlag in Uva            | vermutlich LTTE                | autonomistisch, tamilisch-sozialistisch                                                     | Schwerter, Schusswaffen, Sprengstoff | Bus                         | 26      | 60+       | Bürgerkrieg in Sri Lanka                          |
| 16. Januar 2008 | Thailand         | Anschlag in Yala           |                                |                                                                                             | Motorradbombe                        | Zivilisten                  | 0       | 44        | Konflikt in Südthailand seit 2004                 |
| 17. Januar 2008 | Pakistan         | Anschlag in Peschawar      |                                |                                                                                             | Selbstmordattentäter                 | Moschee                     | 8 (+1)  | 20        | Konflikt in Nordwest-Pakistan                     |
| 19. Januar 2008 | Nepal            | Anschlag nahe Biratnagar   | Terai Army                     | autonomistisch                                                                              |                                      | Bus, Zivilisten             | 7       | 27        |                                                   |
| 19. Januar 2008 | Irak             | Anschlag in Tal Afar       |                                |                                                                                             | Rakete                               | Markt                       | 7       | 20        | Irakischer Widerstand                             |
| 22. Januar 2008 | Irak             | Anschlag in Baquba         |                                |                                                                                             | Selbstmordattentäter                 | Schule                      | 1 (+1)  | 21        | Irakischer Widerstand                             |
| 23. Januar 2008 | Irak             | Anschlag in Mossul         |                                |                                                                                             | Sprengsätze                          | Zivilisten                  | 7       | 70        | Irakischer Widerstand                             |
| 26. Januar 2008 | Guyana           | Anschlag in Georgetown     |                                |                                                                                             | Automatische Schusswaffen            | Polizeistation              | 0       | 2         |                                                   |
| 26. Januar 2008 | Guyana           | Anschlag in Lusignan       |                                |                                                                                             | Sturmgewehre                         | Dorf                        | 11      | 3         |                                                   |
| 28. Januar 2008 | Algerien         | Anschlag in Thénia         | vermutlich al-Qaida im Maghreb | salafistisch, wahhabitisch                                                                  | Selbstmordattentäter mit Autobombe   | Polizeistation              | 4 (+1)  | 20        | Aufstand im Maghreb seit 2002                     |
| 30. Januar 2008 | Nepal            | Anschlag in Birganj        |                                |                                                                                             | Sprengsatz                           | Kundgebung                  | 0       | 45        |                                                   |
| 30. Januar 2008 | Philippinen      | Anschlag in General Santos |                                |                                                                                             | Sprengsatz                           | Konservenfabrik             | 3       | 27        | Moro-Konflikt                                     |

## Februar
| Datum/Beginn     | Betroffenes Land | Anschlag                | Täter                       | Politische Ausrichtung                                                                      | Mittel                                 | Ziel                                 | Tote      | Verletzte | Hintergrund                     |
| ---------------- | ---------------- | ----------------------- | --------------------------- | ------------------------------------------------------------------------------------------- | -------------------------------------- | ------------------------------------ | --------- | --------- | ------------------------------- |
| 01. Februar 2008 | Irak             | Anschlag in Bagdad      | vermutlich al-Qaida im Irak | salafistisch, wahhabitisch, panislamisch, antikommunistisch, antizionistisch, antisemitisch | 2 Selbstmordattentäterinnen            | Markt                                | 88 (+2)   | 130       | Irakischer Widerstand           |
| 02. Februar 2008 | Tschad           | Anschlag in N’Djamena   | Rebellen                    |                                                                                             | Automatische Schusswaffen              | Soldaten, Zivilisten                 | 160       | 1000+     | Bürgerkrieg im Tschad 2005–2010 |
| 02. Februar 2008 | Sri Lanka        | Anschlag in Dambulla    | vermutlich LTTE             | autonomistisch, tamilisch-sozialistisch                                                     | Sprengsatz                             | Bus                                  | 18        | 50+       | Bürgerkrieg in Sri Lanka        |
| 03. Februar 2008 | Sri Lanka        | Anschlag in Ambepussa   | vermutlich LTTE             | autonomistisch, tamilisch-sozialistisch                                                     | Selbstmordattentäter                   | Passagierzug, Bahnhof                | 7 (+1)    | 100       | Bürgerkrieg in Sri Lanka        |
| 04. Februar 2008 | Pakistan         | Anschlag in Rawalpindi  |                             |                                                                                             | Selbstmordattentäter mit Motorradbombe | Militärfahrzeug                      | 8 (+1)    | 25        | Konflikt in Nordwest-Pakistan   |
| 05. Februar 2008 | Somalia          | Anschlag in Boosaaso    |                             |                                                                                             | Granate                                | Zivilisten                           | 21        | 100       | Somalischer Bürgerkrieg         |
| 09. Februar 2008 | Pakistan         | Anschlag in Charsadda   |                             |                                                                                             | Selbstmordattentäter                   | Kundgebung                           | 17 (+1)   | 25        | Konflikt in Nordwest-Pakistan   |
| 10. Februar 2008 | Irak             | Anschlag in Balad       |                             |                                                                                             | Selbstmordattentäter mit Autobombe     | Kontrollpunkt                        | 22 (+1)   | 40        | Irakischer Widerstand           |
| 11. Februar 2008 | Irak             | Anschlag in Bagdad      | vermutlich al-Qaida im Irak | salafistisch, wahhabitisch, panislamisch, antikommunistisch, antizionistisch, antisemitisch | 2 Autobomben                           | Stammesversammlung                   | 11        | 20        | Irakischer Widerstand           |
| 14. Februar 2008 | Irak             | Anschlag in Bagdad      |                             |                                                                                             | Autobombe                              | Markt                                | 5         | 30        | Irakischer Widerstand           |
| 15. Februar 2008 | Indien           | Anschlag in Odisha      | Maoisten                    | maoistisch                                                                                  | Schusswaffen                           | Polizeigebäude                       | 14 (+20)  | 10        | Naxalitenaufstand               |
| 15. Februar 2008 | Uganda           | Anschlag in Kasese      |                             |                                                                                             | Granate                                | Bar                                  | 0         | 4         |                                 |
| 16. Februar 2008 | Pakistan         | Anschlag in Parachinar  |                             |                                                                                             | Selbstmordattentäter mit Autobombe     | Parteigebäude                        | 37 (+1)   | 93        | Konflikt in Nordwest-Pakistan   |
| 17. Februar 2008 | Afghanistan      | Anschlag in Kandahar    | Taliban                     | deobandisch-fundamentalistisch, paschtunisch, islamistisch                                  | Selbstmordattentäter                   | Veranstaltung, Zivilisten            | ~100 (+1) | ~100      | Krieg in Afghanistan            |
| 18. Februar 2008 | Guyana           | Anschlag in Bartica     |                             |                                                                                             | Automatische Schusswaffen              | Polizeistation                       | 12        | 7         |                                 |
| 18. Februar 2008 | Afghanistan      | Anschlag in Spin Boldak | Taliban, Jaish al-Muslimin  | deobandisch-fundamentalistisch, paschtunisch, islamistisch                                  | Selbstmordattentäter mit Autobombe     | NATO-Streitkräfte, Markt, Zivilisten | 38 (+1)   | 41        | Krieg in Afghanistan            |
| 24. Februar 2008 | Irak             | Anschlag in Iskandariya |                             |                                                                                             | Selbstmordattentäter                   | Schiitische Pilger                   | 63 (+1)   | 68        | Irakischer Widerstand           |
| 24. Februar 2008 | Irak             | Anschlag nahe Kerbela   |                             |                                                                                             | Sprengsatz                             | Schiitische Pilger                   | 4         | 26        | Irakischer Widerstand           |
| 25. Februar 2008 | Pakistan         | Anschlag in Rawalpindi  |                             |                                                                                             | Selbstmordattentäter                   | Sanitätsinspektor, Zivilisten        | 8 (+1)    | 20        | Konflikt in Nordwest-Pakistan   |

## März
| Datum/Beginn  | Betroffenes Land | Anschlag                       | Täter                                                       | Politische Ausrichtung                                                                                                   | Mittel                             | Ziel                                         | Tote    | Verletzte | Hintergrund                           |
| ------------- | ---------------- | ------------------------------ | ----------------------------------------------------------- | --- | ---------------------------------- | -------------------------------------------- | ------- | --------- | ------------------------------------- |
| 01. März 2008 | Pakistan         | Anschlag in Khar               | vermutlich TTP                                              | deobandisch, islamisch-fundamentalistisch                                                                                | Selbstmordattentäter mit Autobombe | Militärpatrouille                            | 1 (+1)  | 21        | Konflikt in Nordwest-Pakistan         |
| 02. März 2008 | Pakistan         | Anschlag in Khyber Pakhtunkhwa |                                                             | | Selbstmordattentäter               | Stammesversammlung                           | 42 (+1) | 100+      | Konflikt in Nordwest-Pakistan         |
| 03. März 2008 | Irak             | Anschlag in Bagdad             |                                                             | | Autobombe                          | Militärpatrouille, Zivilisten                | 12      | 46        | Irakischer Widerstand                 |
| 06. März 2008 | Israel           | Anschlag in Jerusalem          | al-Aqsa-Märtyrerbrigaden, Islamischer Dschihad in Palästina | autonomistisch, palästinensisch-nationalistisch, antizionistisch, sozialistisch, islamisch-nationalistisch, islamistisch | Schusswaffen                       | Unterrichtszentrum                           | 8 (+1)  | 10        | Israelisch-Palästinensischer Konflikt |
| 06. März 2008 | Irak             | Anschlag in Bagdad             | vermutlich al-Qaida im Irak                                 | salafistisch, wahhabitisch, panislamisch, antikommunistisch, antizionistisch, antisemitisch                              | Sprengsatz, Selbstmordattentäter   | Zivilisten, Ersthelfer                       | 55 (+1) | 130       | Irakischer Widerstand                 |
| 10. März 2008 | Irak             | Anschlag in Sulaimaniyya       |                                                             | | Autobombe                          | Hotel, Zivilisten                            | 1 (+1)  | 30        | Irakischer Widerstand                 |
| 11. März 2008 | Pakistan         | Anschlag in Lahore             | vermutlich al-Qaida                                         | salafistisch, wahhabitisch, panislamisch, antikommunistisch, antizionistisch, antisemitisch                              | 2 Selbstmordattentäter             | Polizeigebäude                               | 25 (+2) | 200       | Konflikt in Nordwest-Pakistan         |
| 11. März 2008 | Irak             | Anschlag in Basra              |                                                             | | Landmine                           | Bus                                          | 16      | 22        | Irakischer Widerstand                 |
| 13. März 2008 | Irak             | Anschlag in Bagdad             |                                                             | | Autobombe                          | Zivilisten                                   | 28      |           | Irakischer Widerstand                 |
| 13. März 2008 | China            | Anschlag in Qinzhou            |                                                             | | Sprengsatz                         | Bar, Zivilisten                              | 2       | 36        |                                       |
| 15. März 2008 | Indien           | Anschlag in Assam              | vermutlich ULFA                                             | autonomistisch, assamesisch-nationalistisch, marxistisch, sozialistisch                                                  | Granate                            | Veranstaltung                                | 4       | 53        | Aufstand im Nordosten Indiens         |
| 16. März 2008 | Algerien         | Anschlag in der Provinz Jijel  | Muslimische Extremisten                                     | | Sprengsatz                         | Militärkonvoi                                | 1       | 20        | Aufstand im Maghreb seit 2002         |
| 17. März 2008 | Irak             | Anschlag in Kerbela            |                                                             | | Selbstmordattentäterin             | Café                                         | 39 (+1) | 65        | Irakischer Widerstand                 |
| 18. März 2008 | Irak             | Anschlag in Mossul             |                                                             | | Autobombe                          | Elektronikladen                              | 4       | 40        | Irakischer Widerstand                 |
| 19. März 2008 | Indien           | Anschlag in Srinagar           | Al-Madina                                                   | | Sprengsatz                         | Brücke                                       | 0       | 24        | Aufstand in Kaschmir                  |
| 21. März 2008 | Spanien          | Anschlag in Calahorra          | ETA                                                         | autonomistisch, baskisch-nationalistisch, marxistisch-leninistisch                                                       | Autobombe                          | Polizeistation                               | 0       | 1         | Baskischer Konflikt                   |
| 23. März 2008 | Irak             | Anschlag nahe Bagdad           |                                                             | | Raketen, Mörser                    | Militärstützpunkte, US-Botschaft, Zivilisten | 13      | 20        | Irakischer Widerstand                 |
| 23. März 2008 | Irak             | Anschlag in Mossul             |                                                             | | Selbstmordattentäter mit Autobombe | Militärstützpunkt                            | 12 (+1) | 42        | Irakischer Widerstand                 |
| 29. März 2008 | Somalia          | Anschlag in Mogadischu         | vermutlich Muslimische Extremisten                          | | Mörser                             | Präsidentenpalast                            | 16      | 20        | Somalischer Bürgerkrieg               |

## April
| Datum/Beginn   | Betroffenes Land | Anschlag                    | Täter                                               | Politische Ausrichtung                                                                      | Mittel                             | Ziel                             | Tote    | Verletzte | Hintergrund                   |
| -------------- | ---------------- | --------------------------- | --------------------------------------------------- | ------------------------------------------------------------------------------------------- | ---------------------------------- | -------------------------------- | ------- | --------- | ----------------------------- |
| 03. April 2008 | Rumänien         | Anschlag in Bukarest        |                                                     |                                                                                             | Brandstiftung                      | Tankstelle                       | 0       | 1         |                               |
| 04. April 2008 | Irak             | Anschlag in Diyala          |                                                     |                                                                                             | Selbstmordattentäter               | Beerdigung                       | 14 (+1) | 27        | Irakischer Widerstand         |
| 05. Juni 2005  | Nepal            | Anschlag in Pyuthan         | vermutlich Young Communist League                   | kommunistisch, maoistisch, marxistisch-leninistisch, links-nationalistisch                  |                                    | Parteimitglieder                 | 0       | 25        |                               |
| 06. April 2008 | Sri Lanka        | Anschlag in der Westprovinz | LTTE                                                | autonomistisch, tamilisch-sozialistisch                                                     | Selbstmordattentäter               | Straßenbauminister               | 14 (+1) | 83        | Bürgerkrieg in Sri Lanka      |
| 09. April 2008 | Irak             | Anschlag in Bagdad          |                                                     |                                                                                             | Mörser                             | US-Sicherheitskräfte, Beerdigung | 7       | 27        | Irakischer Widerstand         |
| 09. April 2008 | Irak             | Anschlag nahe Mossul        |                                                     |                                                                                             | Selbstmordattentäter mit Autobombe | Kontrollpunkt, Zivilisten        | 1 (+1)  | 25        | Irakischer Widerstand         |
| 09. April 2008 | Irak             | Anschlag in Bagdad          |                                                     |                                                                                             | Rakete                             | Gemeinde                         | 5       | 22        | Irakischer Widerstand         |
| 10. April 2008 | Afghanistan      | Anschlag in Kandahar        |                                                     |                                                                                             | Selbstmordattentäter mit Autobombe | NATO-Konvoi                      | 9 (+1)  | 27        | Krieg in Afghanistan          |
| 10. April 2008 | Indien           | Anschlag in Howraghat       | vermutlich Karbi Longri N.C. Hills Liberation Front | autonomistisch, karbi-sozialistisch                                                         | Sprengsatz auf Fahrrad             | Wochenmarkt                      | 0       | 35        | Aufstand im Nordosten Indiens |
| 11. April 2008 | Bangladesch      | Anschlag in Chittagong      |                                                     |                                                                                             | Brandstiftung                      | Polizeistation                   | 0       | 23        |                               |
| 12. April 2008 | Iran             | Anschlag in Schiras         | Jihadi Movement of the Sunna People of Iran         |                                                                                             | Sprengsatz                         | Moschee                          | 12      | 200       |                               |
| 14. April 2008 | Irak             | Anschlag in Tal Afar        |                                                     |                                                                                             | Selbstmordattentäter               | Beerdigung                       | 3 (+1)  | 30        | Irakischer Widerstand         |
| 15. April 2008 | Irak             | Anschlag in Ramadi          |                                                     |                                                                                             | Selbstmordattentäter auf Motorrad  | Restaurant                       | 12 (+1) | 20        | Irakischer Widerstand         |
| 15. April 2008 | Irak             | Anschlag in Baquba          | vermutlich al-Qaida im Irak                         | salafistisch, wahhabitisch, panislamisch, antikommunistisch, antizionistisch, antisemitisch | Autobombe                          | Gerichtsgebäude                  | 42      | 80        | Irakischer Widerstand         |
| 17. April 2008 | Irak             | Anschlag in Diyala          |                                                     |                                                                                             | Selbstmordattentäter               | Beerdigung                       | 45 (+1) | 60        | Irakischer Widerstand         |
| 17. April 2008 | Afghanistan      | Anschlag in Sarandsch       |                                                     |                                                                                             | Selbstmordattentäter               | Moschee                          | 24 (+1) | 30+       | Krieg in Afghanistan          |
| 17. April 2008 | Spanien          | Anschlag in Bilbao          | ETA                                                 | autonomistisch, baskisch-nationalistisch, marxistisch-leninistisch                          | Sprengsatz                         | Parteibüro                       | 0       | 7         | Baskischer Konflikt           |
| 26. April 2008 | Sri Lanka        | Anschlag in der Colombo     | vermutlich LTTE                                     | autonomistisch, tamilisch-sozialistisch                                                     | Sprengsatz                         | Bus                              | 26      | 70        | Bürgerkrieg in Sri Lanka      |
| 28. April 2008 | Uganda           | Anschlag im Westen          | vermutlich ADF                                      |                                                                                             | Entführung                         | Zivilisten                       | 1       | 0         |                               |
| 29. April 2008 | Afghanistan      | Anschlag in Nangarhar       | Taliban                                             | deobandisch-fundamentalistisch, paschtunisch, islamistisch                                  | Selbstmordattentäter, Schusswaffen | Polizisten                       | 18 (+1) | 30+       | Krieg in Afghanistan          |

## Mai
| Datum/Beginn | Betroffenes Land | Anschlag              | Täter                            | Politische Ausrichtung                                                                                           | Mittel                                 | Ziel                              | Tote     | Verletzte | Hintergrund                           |
| ------------ | ---------------- | --------------------- | -------------------------------- | --- | -------------------------------------- | --------------------------------- | -------- | --------- | ------------------------------------- |
| 01. Mai 2008 | Irak             | Anschlag in Baladruz  |                                  | | 2 Sprengsätze                          | Hochzeit, Zivilisten              | 45       | 75        | Irakischer Widerstand                 |
| 01. Mai 2008 | Irak             | Anschlag nahe Tikrit  |                                  | | Autobombe                              | Restaurant                        | 2        | 26        | Irakischer Widerstand                 |
| 02. Mai 2008 | Jemen            | Anschlag in Sadah     |                                  | | Motorradbombe                          | Moschee                           | 15       | 60        |                                       |
| 07. Mai 2008 | Libanon          | Anschlag in Tripoli   | Hisbollah                        | islamisch-fundamentalistisch, antizionistisch, antiimperialistisch, dschihadistisch, antiwestlich, antisemitisch | Panzerfäuste, Schusswaffen             | Soldaten, Zivilisten              | 40       | 11        | Libanonkrise 2008                     |
| 09. Mai 2008 | Libanon          | Anschlag in Beirut    | Hisbollah                        | islamisch-fundamentalistisch, antizionistisch, antiimperialistisch, dschihadistisch, antiwestlich, antisemitisch | Schusswaffen                           | Regierungsunterstützer            | 11       | 30        | Libanonkrise 2008                     |
| 09. Mai 2008 | Libanon          | Anschlag in Tripoli   |                                  | | Maschinengewehre                       | Beerdigungsprozession             | 6        | 20        | Libanonkrise 2008                     |
| 09. Mai 2008 | Sri Lanka        | Anschlag in Ampara    | vermutlich LTTE                  | autonomistisch, tamilisch-sozialistisch                                                                          | Sprengsatz                             | Hotel                             | 11       | 29        | Bürgerkrieg in Sri Lanka              |
| 09. Mai 2008 | Pakistan         | Anschlag in Quetta    |                                  | | Sprengsatz                             | Restaurant                        | 0        | 24        | Konflikt in Nordwest-Pakistan         |
| 10. Mai 2008 | Libanon          | Anschlag in Beirut    |                                  | | Maschinengewehre                       | Beerdigungsprozession, Zivilisten | 6        | 20        | Libanonkrise 2008                     |
| 10. Mai 2008 | Sudan            | Anschlag in Omdurman  | vermutlich JEM                   | islamistisch, populistisch, föderalistisch                                                                       | Schusswaffen                           | Polizisten, Zivilisten            | 134      |           | Darfur-Konflikt                       |
| 14. Mai 2008 | Irak             | Anschlag in al-Anbar  |                                  | | Selbstmordattentäter                   | Beerdigung                        | 30 (+1)  | 20        | Irakischer Widerstand                 |
| 14. Mai 2008 | Spanien          | Anschlag in Legutio   | vermutlich ETA                   | autonomistisch, baskisch-nationalistisch, marxistisch-leninistisch                                               | Autobombe                              | Polizeikaserne                    | 1        | 4         | Baskischer Konflikt                   |
| 14. Mai 2008 | Israel           | Anschlag in Aschkelon |                                  | | Rakete                                 | Einkaufszentrum                   | 0        | 62        | Israelisch-Palästinensischer Konflikt |
| 16. Mai 2008 | Sri Lanka        | Anschlag in Colombo   | LTTE                             | autonomistisch, tamilisch-sozialistisch                                                                          | Selbstmordattentäter mit Motorradbombe | Polizisten, Zivilisten            | 10 (+1)  | 95        | Bürgerkrieg in Sri Lanka              |
| 22. Mai 2008 | Mali             | Anschlag in Abeïbara  |                                  | | Schusswaffen                           | Militärstützpunkt                 | 15 (+17) | 31        |                                       |
| 26. Mai 2008 | Sri Lanka        | Anschlag in Colombo   | LTTE                             | autonomistisch, tamilisch-sozialistisch                                                                          | Sprengsatz                             | Zug                               | 9        | 70        | Bürgerkrieg in Sri Lanka              |
| 27. Mai 2008 | Irak             | Anschlag in Tal Afar  |                                  | | Autobombe                              | Markt                             | 3+       | 27+       | Irakischer Widerstand                 |
| 29. Mai 2008 | Sri Lanka        | Anschlag nahe Jaffna  | LTTE                             | autonomistisch, tamilisch-sozialistisch                                                                          | Artillerie                             | Infrastruktur                     | 6        | 20        | Bürgerkrieg in Sri Lanka              |
| 29. Mai 2008 | Irak             | Anschlag in Sindschar | vermutlich Islamic State of Iraq | salafistisch, wahhabitisch                                                                                       | Selbstmordattentäter                   | Polizeirekruten                   | 16 (+1)  | 21        | Irakischer Widerstand                 |
| 30. Mai 2008 | Jemen            | Anschlag in ʿAmrān    |                                  | | Sturmgewehr                            | Moschee                           | 8        | 26        |                                       |

## Juni
| Datum/Beginn  | Betroffenes Land | Anschlag               | Täter             | Politische Ausrichtung                                                                                           | Mittel                                          | Ziel                        | Tote    | Verletzte | Hintergrund                   |
| ------------- | ---------------- | ---------------------- | ----------------- | --- | ----------------------------------------------- | --------------------------- | ------- | --------- | ----------------------------- |
| 04. Juni 2008 | Simbabwe         | Anschlag in Masvingo   |                   | | Schusswaffe                                     | MDC-T-Parteibüro            | 7       | 0         |                               |
| 04. Juni 2008 | Irak             | Anschlag in Bagdad     | Mahdi-Armee       | | Mörser                                          | Zivilisten                  | 18      | 29        | Irakischer Widerstand         |
| 05. Juni 2008 | Afghanistan      | Anschlag in Chost      |                   | | Selbstmordattentäter mit Autobombe              | Regierungsgebäude           | 0 (+1)  | 23        | Krieg in Afghanistan          |
| 06. Juni 2008 | Sri Lanka        | Anschlag nahe Moratuwa | vermutlich LTTE   | autonomistisch, tamilisch-sozialistisch                                                                          | Landmine                                        | Bus                         | 22      | 60        | Bürgerkrieg in Sri Lanka      |
| 06. Juni 2008 | Sri Lanka        | Anschlag in Kandy      | vermutlich LTTE   | autonomistisch, tamilisch-sozialistisch                                                                          | Sprengsatz                                      | Bus                         | 1 (+1)  | 20        | Bürgerkrieg in Sri Lanka      |
| 08. Juni 2008 | Irak             | Anschlag nahe Bagdad   |                   | | Sprengstoff                                     | Polizeirekrutierungszentrum | 4       | 23        | Irakischer Widerstand         |
| 09. Juni 2008 | Algerien         | Anschlag in Bouira     |                   | | Sprengsatz                                      | Bushaltestelle              | 20      | 0         | Aufstand im Maghreb seit 2002 |
| 11. Juni 2008 | China            | Anschlag in Yiwu       |                   | | Sprengsatz                                      | Zivilisten                  | 1       | 35        |                               |
| 14. Juni 2008 | Irak             | Anschlag in Diyala     |                   | | Selbstmordattentäterin                          | Café, Polizisten            | 0 (+1)  | 39        | Irakischer Widerstand         |
| 16. Juni 2008 | Sri Lanka        | Anschlag in Vavuniya   | vermutlich LTTE   | autonomistisch, tamilisch-sozialistisch                                                                          | Selbstmordattentäter mit Motorradbombe          | Polizeigebäude              | 12 (+1) | 40        | Bürgerkrieg in Sri Lanka      |
| 17. Juni 2008 | Irak             | Anschlag in Bagdad     |                   | | Autobombe                                       | Zivilisten                  | 63      | 75        | Irakischer Widerstand         |
| 22. Juni 2008 | Irak             | Anschlag nahe Baquba   |                   | | Mörser                                          | Milizhauptquartier          | 10      | 24        | Irakischer Widerstand         |
| 22. Juni 2008 | Libanon          | Anschlag in Tripoli    | Hisbollah         | islamisch-fundamentalistisch, antizionistisch, antiimperialistisch, dschihadistisch, antiwestlich, antisemitisch | Raketen, Mörser, Panzerfäuste, Maschinengewehre | Parteimitglieder            | 4       | 35        | Libanonkrise 2008             |
| 22. Juni 2008 | Libanon          | Anschlag in Tripoli    |                   | | Automatische Schusswaffen, Panzerfäuste         | Parteimitglieder            | 10      | 47        | Libanonkrise 2008             |
| 26. Juni 2008 | Irak             | Anschlag in al-Anbar   |                   | | Selbstmordattentäter                            | Stammesversammlung          | 20 (+1) | 17        | Irakischer Widerstand         |
| 26. Juni 2008 | Irak             | Anschlag nahe Mossul   |                   | | Autobombe, Rakete                               | Regierungsgebäude           | 18      | 67        | Irakischer Widerstand         |
| 28. Juni 2008 | Tschechien       | Anschlag in Brünn      | Rechtsextremisten | rechtsextremistisch                                                                                              | Tränengas, Eier, Feuerwerkskörper               | Gay-Pride-Parade            | 0       | 20+       |                               |
| 28. Juni 2008 | Libanon          | Anschlag in Tripoli    |                   | | Sprengsatz                                      | Zivilisten                  | 2       | 26        | Libanonkrise 2008             |
| 29. Juni 2008 | Indien           | Anschlag in Assam      | ULFA              | autonomistisch, assamesisch-nationalistisch, marxistisch, sozialistisch                                          | 2 Sprengsätze                                   | Polizisten, Zivilisten      | 6       | 35        | Aufstand im Nordosten Indiens |
| 30. Juni 2008 | Irak             | Anschlag in Mossul     |                   | | Autobombe                                       | Zivilisten                  | 1       | 25        | Irakischer Widerstand         |

## Juli
| Datum/Beginn  | Betroffenes Land | Anschlag                 | Täter                                          | Politische Ausrichtung                                                                      | Mittel                                                    | Ziel                                                                                     | Tote    | Verletzte | Hintergrund                                       |
| ------------- | ---------------- | ------------------------ | ---------------------------------------------- | ------------------------------------------------------------------------------------------- | --------------------------------------------------------- | ---------------------------------------------------------------------------------------- | ------- | --------- | ------------------------------------------------- |
| 01. Juli 2008 | Irak             | Anschlag in Ninawa       |                                                |                                                                                             | Autobombe                                                 | Zivilisten                                                                               | 1 (+1)  | 40        | Irakischer Widerstand                             |
| 02. Juli 2008 | Indien           | Anschlag in Bhaderwah    |                                                |                                                                                             | Granate                                                   | Demonstranten                                                                            | 1       | 20        | Aufstand in Kaschmir                              |
| 02. Juli 2008 | Israel           | Anschlag in Jerusalem    | Ahrar Al-Jalil, al-Aqsa-Märtyrerbrigaden, PFLP | autonomistisch-palästinensisch, antizionistisch, sozialistisch                              | Planierraupe                                              | Zivilisten                                                                               | 3 (+1)  | 45        | Israelisch-Palästinensischer Konflikt             |
| 04. Juli 2008 | Belarus          | Anschlag in Minsk        |                                                |                                                                                             | Sprengsatz                                                | Konzertbesucher                                                                          | 0       | 50        |                                                   |
| 06. Juli 2008 | Pakistan         | Anschlag in Islamabad    |                                                |                                                                                             | Selbstmordattentäter                                      | Polizeistation                                                                           | 19 (+1) | 40        | Konflikt in Nordwest-Pakistan                     |
| 07. Juli 2008 | Afghanistan      | Anschlag in Kabul        | Haqqani-Netzwerk                               | deobandisch-fundamentalistisch                                                              | Selbstmordattentäter mit Autobombe                        | Indische Botschaft                                                                       | 57 (+1) | 141       | Krieg in Afghanistan                              |
| 07. Juli 2008 | Somalia          | Anschlag in Baidoa       | vermutlich al-Shabaab                          | wahhabitisch, islamistisch                                                                  | Mörser                                                    | Präsidentenpalast                                                                        | 11      | 20        | Somalischer Bürgerkrieg                           |
| 09. Juli 2008 | Libanon          | Anschlag in Tripoli      |                                                |                                                                                             | Schusswaffen, Raketen                                     | Parteimitglieder                                                                         | 5       | 80        | Libanonkrise 2008                                 |
| 11. Juli 2008 | Sri Lanka        | Anschlag nahe Kataragama | LTTE                                           | autonomistisch, tamilisch-sozialistisch                                                     | Schusswaffen                                              | Bus                                                                                      | 4       | 25        | Bürgerkrieg in Sri Lanka                          |
| 13. Juli 2008 | Afghanistan      | Anschlag in Dehrawud     | vermutlich Taliban                             | deobandisch-fundamentalistisch, paschtunisch, islamistisch                                  | Selbstmordattentäter auf Motorrad                         | Markt, Polizeifahrzeug                                                                   | 24 (+1) | 35        | Krieg in Afghanistan                              |
| 15. Juli 2008 | Irak             | Anschlag in Baquba       | Islamic State of Iraq                          | salafistisch, wahhabitisch                                                                  | 2 Selbstmordattentäter                                    | Armeerekruten                                                                            | 31 (+2) | 55        | Irakischer Widerstand                             |
| 16. Juli 2008 | Irak             | Anschlag in Tal Afar     |                                                |                                                                                             | Autobombe                                                 | Markt                                                                                    | 16      | 94        | Irakischer Widerstand                             |
| 16. Juli 2008 | Indien           | Anschlag in Malkangiri   | CPI                                            | marxistisch-leninistisch, maoistisch, links-nationalistisch                                 | Landmine                                                  | Polizeifahrzeug                                                                          | 20      | 0         | Naxalitenaufstand                                 |
| 17. Juli 2008 | Indien           | Anschlag in Banihal      | Laschkar-e Taiba                               | salafistisch                                                                                | Granate                                                   | Bushaltestelle                                                                           | 0       | 42        |                                                   |
| 20. Juli 2008 | Spanien          | Anschlag in Noja         | ETA                                            | autonomistisch, baskisch-nationalistisch, marxistisch-leninistisch                          | Sprengsatz                                                | Golfplatz                                                                                | 0       | 1         | Baskischer Konflikt                               |
| 24. Juli 2008 | Philippinen      | Anschlag in Digos        | vermutlich NPA                                 | marxistisch-leninistisch-maoistisch                                                         | Sprengsatz                                                | Bus                                                                                      | 3       | 35        | Moro-Konflikt                                     |
| 25. Juli 2008 | Libanon          | Anschlag in Tripoli      |                                                |                                                                                             | Automatische Schusswaffen, Panzerfäuste, Mörser, Raketen  | Moschee, Parteimitglieder                                                                | 8       | 33        | Libanonkrise 2008                                 |
| 26. Juli 2008 | Indien           | Anschlag in Ahmedabad    | Indian Mujahideen                              | islamisch-fundamentalistisch, panislamisch                                                  | 17 Sprengsätze auf Fahrrädern                             | Bus, Bahnhof, Bushaltestellen, Tempel, Krankenhaus, Märkte, Restaurant, Kino, Zivilisten | 56      | 200       |                                                   |
| 26. Juli 2008 | Libanon          | Anschlag in Tripoli      |                                                |                                                                                             | Automatische Schusswaffen, Panzerfäuste, Mörser, Granaten | Milizionäre                                                                              | 3       | 27        | Libanonkrise 2008                                 |
| 27. Juli 2008 | USA              | Anschlag in Knoxville    | Jim David Adkisson                             | antiliberal, antidemokratisch, rassistisch, homophob                                        | Schrotflinte                                              | Kirche                                                                                   | 2       | 7         |                                                   |
| 27. Juli 2008 | Türkei           | Anschlag in Istanbul     | vermutlich PKK                                 | autonomistisch, kurdisch-sozialistisch                                                      | 2 Sprengsätze                                             | Einkaufszentrum                                                                          | 17      | 154       | Konflikt zwischen der Republik Türkei und der PKK |
| 27. Juli 2008 | Burundi          | Anschlag in Gitega       | vermutlich FNL                                 | hutu-sozialistisch                                                                          | Granate                                                   | Veranstaltung                                                                            | 2       | 45        |                                                   |
| 28. Juli 2008 | Irak             | Anschlag in Bagdad       | vermutlich al-Qaida im Irak                    | salafistisch, wahhabitisch, panislamisch, antikommunistisch, antizionistisch, antisemitisch | 3 Selbstmordattentäterinnen, Sprengsatz                   | Pilger                                                                                   | 29 (+3) | 102       | Irakischer Widerstand                             |
| 28. Juli 2008 | Irak             | Anschlag in Kirkuk       |                                                |                                                                                             | 2 Selbstmordattentäter                                    | Kurdische Demonstranten                                                                  | 25 (+2) | 185       | Irakischer Widerstand                             |

## August
| Datum/Beginn    | Betroffenes Land | Anschlag                     | Täter                             | Politische Ausrichtung                    | Mittel                                 | Ziel                                   | Tote    | Verletzte | Hintergrund                       |
| --------------- | ---------------- | ---------------------------- | --------------------------------- | ----------------------------------------- | -------------------------------------- | -------------------------------------- | ------- | --------- | --------------------------------- |
| 03. August 2008 | Irak             | Anschlag in Bagdad           |                                   |                                           | Autobombe                              | Passamt                                | 12      | 22        | Irakischer Widerstand             |
| 03. August 2008 | Algerien         | Anschlag in Tizi Ouzou       | al-Qaida im Maghreb               | salafistisch, wahhabitisch                | Selbstmordattentäter mit Autobombe     | Polizeischüler                         | 0 (+1)  | 25        | Aufstand im Maghreb seit 2002     |
| 03. August 2008 | Somalia          | Anschlag in Mogadischu       |                                   |                                           | Sprengfalle                            | Straßenkehrerinnen                     | 20      | 45        | Somalischer Bürgerkrieg           |
| 08. August 2008 | Irak             | Anschlag in Tal Afar         |                                   |                                           | Autobombe                              | Markt, Zivilisten                      | 21      | 71        | Irakischer Widerstand             |
| 10. August 2008 | Irak             | Anschlag in Chanaqin         |                                   |                                           | Selbstmordattentäter mit Autobombe     | Zivilisten                             | 2 (+1)  | 22        | Irakischer Widerstand             |
| 13. August 2008 | Libanon          | Anschlag in Tripoli          |                                   |                                           | Sprengsatz                             | Bus, Zivilisten, Soldaten außer Dienst | 18      | 43        | Libanonkrise 2008                 |
| 13. August 2008 | Pakistan         | Anschlag in Lahore           | vermutlich TTP                    | deobandisch, islamisch-fundamentalistisch | Selbstmordattentäter                   | Zivilisten                             | 10 (+1) | 40        | Konflikt in Nordwest-Pakistan     |
| 14. August 2008 | Kolumbien        | Anschlag in Ituango          | vermutlich FARC                   | marxistisch                               | Sprengsatz                             | Zivilisten                             | 7       | 52        | Bewaffneter Konflikt in Kolumbien |
| 14. August 2008 | Irak             | Anschlag in Babil            |                                   |                                           | 2 Selbstmordattentäterinnen            | Schiitische Pilger                     | 23 (+2) | 76        | Irakischer Widerstand             |
| 14. August 2008 | Pakistan         | Anschlag in Lahore           |                                   |                                           | Selbstmordattentäter                   | Polizeistation, Zivilisten             | 8 (+1)  | 33        | Konflikt in Nordwest-Pakistan     |
| 15. August 2008 | Uganda           | Anschlag in Moroto           | vermutlich Karamojong-Extremisten |                                           | Schusswaffen                           | Bus                                    | 1       | 6         |                                   |
| 16. August 2008 | Irak             | Anschlag in Balad            |                                   |                                           | Autobombe                              | Zivilisten                             | 9       | 40        | Irakischer Widerstand             |
| 16. August 2008 | Uganda           | Anschlag in Kotido           | vermutlich Karamojong-Extremisten |                                           | Schusswaffen                           | Bus                                    | 1       | 1         |                                   |
| 17. August 2008 | China            | Anschlag in Peking           |                                   |                                           | Autobombe                              | Kontrollpunkt                          | 0       | 20        |                                   |
| 17. August 2008 | Irak             | Anschlag in Bagdad           |                                   |                                           | Selbstmordattentäter                   | Markt, Zivilisten                      | 15 (+1) | 30        | Irakischer Widerstand             |
| 18. August 2008 | Philippinen      | Anschlag nahe Tangcal        | MILF                              | autonomistisch, moro-sozialistisch        | Schuss- und Stichwaffen, Brandstiftung | Soldaten, Polizisten, Zivilisten       | 37      | 0         | Moro-Konflikt                     |
| 19. August 2008 | Pakistan         | Anschlag in Dera Ismail Khan | TTP                               | deobandisch, islamisch-fundamentalistisch | Selbstmordattentäter                   | Krankenhaus, Zivilisten                | 27 (+1) | 30        | Konflikt in Nordwest-Pakistan     |
| 19. August 2008 | Algerien         | Anschlag in Boumerdes        | vermutlich al-Qaida im Maghreb    | salafistisch, wahhabitisch                | Selbstmordattentäter mit Autobombe     | Polizeischüler                         | 43 (+1) | 45        | Aufstand im Maghreb seit 2002     |
| 20. August 2008 | Somalia          | Anschlag in Kismaayo         | al-Shabaab                        | wahhabitisch, islamistisch                | Landmine, Schusswaffen                 | Milizionäre, Zivilisten                | 28      | 39        | Somalischer Bürgerkrieg           |
| 21. August 2008 | Pakistan         | Anschlag in Islamabad        | TTP                               | deobandisch, islamisch-fundamentalistisch | 2 Selbstmordattentäter                 | Waffenfabrik                           | 62 (+2) | 100+      | Konflikt in Nordwest-Pakistan     |
| 21. August 2008 | Thailand         | Anschlag in Narathiwat       |                                   |                                           | Motorradbombe, Autobombe               | Restaurant, Rettungskräfte             | 2       | 30        | Konflikt in Südthailand seit 2004 |
| 24. August 2008 | Irak             | Anschlag in al-Anbar         | vermutlich Islamic State of Iraq  | salafistisch, wahhabitisch                | Selbstmordattentäter                   | Residenz                               | 30 (+1) | 42        | Irakischer Widerstand             |
| 26. August 2008 | Pakistan         | Anschlag nahe Islamabad      |                                   |                                           | Sprengsatz                             | Hotel                                  | 8       | 20        | Konflikt in Nordwest-Pakistan     |
| 26. August 2008 | Irak             | Anschlag in Jalawla          | vermutlich Islamic State of Iraq  | salafistisch, wahhabitisch                | Selbstmordattentäter mit Autobombe     | Polizeirekruten                        | 25 (+1) | 40        | Irakischer Widerstand             |
| 27. August 2008 | Irak             | Anschlag in Tal Afar         |                                   |                                           | Selbstmordattentäter mit Autobombe     | Zivilisten                             | 0 (+1)  | 22        | Irakischer Widerstand             |

## September
| Datum/Beginn       | Betroffenes Land             | Anschlag                       | Täter                                | Politische Ausrichtung                                                                      | Mittel                                 | Ziel                                                         | Tote     | Verletzte | Hintergrund                       |
| ------------------ | ---------------------------- | ------------------------------ | ------------------------------------ | ------------------------------------------------------------------------------------------- | -------------------------------------- | ------------------------------------------------------------ | -------- | --------- | --------------------------------- |
| 01. September 2008 | Kolumbien                    | Anschlag in Cali               | vermutlich FARC                      | marxistisch                                                                                 | Autobombe                              | Gerichtsgebäude                                              | 5        | 26        | Bewaffneter Konflikt in Kolumbien |
| 01. September 2008 | Demokratische Republik Kongo | Anschlag in Haut-Uele          | LRA                                  | christlich                                                                                  | Entführung (316 Kinder)                |                                                              | 176      |           | LRA-Konflikt                      |
| 10. September 2008 | Pakistan                     | Anschlag in Khyber Pakhtunkhwa |                                      |                                                                                             | Schusswaffen, Granaten                 | Moschee                                                      | 25       | 50        | Konflikt in Nordwest-Pakistan     |
| 13. September 2008 | Indien                       | Anschlag in Neu-Delhi          |                                      |                                                                                             | Sprengsätze                            | India Gate, Kino, Parks, U-Bahn-Terminal, Märkte, Zivilisten | 24       | 63        |                                   |
| 15. September 2008 | Mexiko                       | Anschlag in Morelia            |                                      |                                                                                             | Granaten                               | Feiernde Zivilisten, Polizisten                              | 8        | 132       |                                   |
| 15. September 2008 | Mauretanien                  | Anschlag in Zouérat            | al-Qaida im Maghreb                  | wahhabitisch, salafistisch                                                                  | Entführung, Exekution                  | Soldaten                                                     | 12       | 0         |                                   |
| 17. September 2008 | Irak                         | Anschlag in Bagdad             |                                      |                                                                                             | 2 Autobomben                           | Krankenhaus                                                  | 8        | 25        | Irakischer Widerstand             |
| 17. September 2008 | Demokratische Republik Kongo | Anschlag in Haut-Uele          | LRA                                  | christlich                                                                                  | Brandstiftung, Entführung (177 Kinder) | Dorf                                                         | 76       |           | LRA-Konflikt                      |
| 18. September 2008 | Indien                       | Anschlag in Bongaigaon         | vermutlich ULFA                      | autonomistisch, assamesisch-nationalistisch, marxistisch, sozialistisch                     | Sprengsatz                             | Regierungsgebäude, Markt                                     | 0        | 22        | Assam-Konflikt                    |
| 20. September 2008 | Pakistan                     | Anschlag in Islamabad          |                                      |                                                                                             | Selbstmordattentäter mit Autobombe     | Hotel                                                        | 60+ (+1) | 250+      | Konflikt in Nordwest-Pakistan     |
| 21. September 2008 | Spanien                      | Anschlag in Ondarroa           | vermutlich ETA                       | autonomistisch, baskisch-nationalistisch, marxistisch-leninistisch                          | 2 Autobomben                           | Polizeistation                                               | 0        | 21        | Baskischer Konflikt               |
| 22. September 2008 | Somalia                      | Anschlag in Mogadischu         | al-Shabaab                           | wahhabitisch, islamistisch                                                                  | Mörser                                 | Markt                                                        | 30       | 60        | Somalischer Bürgerkrieg           |
| 22. September 2008 | Spanien                      | Anschlag in Santoña            | ETA                                  | autonomistisch, baskisch-nationalistisch, marxistisch-leninistisch                          | Autobombe                              | Militärakademie                                              | 1        | 6         | Baskischer Konflikt               |
| 27. September 2008 | Indien                       | Anschlag in Neu-Delhi          |                                      |                                                                                             | Sprengsatz                             | Blumenmarkt, Zivilisten                                      | 3        | 22        |                                   |
| 28. September 2008 | Irak                         | Anschlag in Bagdad             | vermutlich al-Qaida im Irak          | salafistisch, wahhabitisch, panislamisch, antikommunistisch, antizionistisch, antisemitisch | Selbstmordattentäter, 2 Autobomben     | Polizisten, Zivilisten, Moschee                              | 27 (+1)  | 85+       | Irakischer Widerstand             |
| 28. September 2008 | Äthiopien                    | Anschlag in Addis Abeba        |                                      |                                                                                             | Sprengsatz                             | Sport-Bar, Zivilisten                                        | 7        | 24        |                                   |
| 29. September 2008 | Indien                       | Anschlag in Malegaon           |                                      |                                                                                             | Motorradbombe                          | Hotel, Moschee                                               | 4        | 61        |                                   |
| 29. September 2008 | Sri Lanka                    | Anschlag in Kattankudy         |                                      |                                                                                             | Handgranate                            | Zivilisten                                                   | 0        | 21        | Bürgerkrieg in Sri Lanka          |
| 30. September 2008 | Indien                       | Anschlag nahe Agartala         | vermutlich Harkat-ul-Jihad al-Islami | islamisch-fundamentalistisch                                                                | 6 Sprengsätze                          | Meditationszentrum, Märkte, Bus                              | 4        | 76        |                                   |

## Oktober
| Datum/Beginn     | Betroffenes Land | Anschlag                | Täter          | Politische Ausrichtung                                                         | Mittel                             | Ziel                        | Tote    | Verletzte | Hintergrund                                       |
| ---------------- | ---------------- | ----------------------- | -------------- | ------------------------------------------------------------------------------ | ---------------------------------- | --------------------------- | ------- | --------- | ------------------------------------------------- |
| 01. Oktober 2008 | Irak             | Anschlag in Balad       |                |                                                                                | Autobombe                          | Zivilisten                  | 4       | 30        | Irakischer Widerstand                             |
| 02. Oktober 2008 | Irak             | Anschlag in Bagdad      |                |                                                                                | Selbstmordattentäter               | Moschee                     | 12 (+1) | 25        | Irakischer Widerstand                             |
| 07. Oktober 2008 | Somalia          | Anschlag in Mogadischu  | al-Shabaab     | wahhabitisch, islamistisch                                                     | Mörser                             | Präsidentenresidenz         | 20      | 35        | Somalischer Bürgerkrieg                           |
| 20. Oktober 2008 | Irak             | Anschlag in Babil       |                |                                                                                | Schusswaffen                       | Stammesmitglieder           | 15      | 40        | Irakischer Widerstand                             |
| 21. Oktober 2008 | Finnland         | Anschlag in Helsinki    | vermutlich PKK | autonomistisch, kurdisch-sozialistisch                                         | Molotowcocktails                   | Türkische Botschaft         | 0       | 1         | Konflikt zwischen der Republik Türkei und der PKK |
| 23. Oktober 2008 | Irak             | Anschlag in Bagdad      |                |                                                                                | Selbstmordattentäter mit Autobombe | Konvoi des Arbeitsministers | 11 (+1) | 22        | Irakischer Widerstand                             |
| 23. Oktober 2008 | Irak             | Anschlag in Bagdad      |                |                                                                                | Selbstmordattentäter mit Autobombe | Konvoi des Sozialministers  | 10 (+1) | 26        | Irakischer Widerstand                             |
| 30. Oktober 2008 | Indien           | Anschlagsserie in Assam | NDFB           | autonomistisch, boro-nationalistisch, marxistisch, sozialistisch, demokratisch | Autobomben                         | Zivilisten                  | 81      | 470       | Aufstand im Nordosten Indiens                     |
| 30. Oktober 2008 | Spanien          | Anschlag in Pamplona    | ETA            | autonomistisch, baskisch-nationalistisch, marxistisch-leninistisch             | Autobombe                          | Universität                 | 0       | 17        | Baskischer Konflikt                               |
| 31. Oktober 2008 | Pakistan         | Anschlag nahe Mardan    |                |                                                                                | Selbstmordattentäter               | Polizeikonvoi               | 8 (+1)  | 22        | Konflikt in Nordwest-Pakistan                     |

## November
| Datum/Beginn      | Betroffenes Land | Anschlag                       | Täter                               | Politische Ausrichtung                                                                      | Mittel                                          | Ziel                                                                  | Tote      | Verletzte | Hintergrund                       |
| ----------------- | ---------------- | ------------------------------ | ----------------------------------- | ------------------------------------------------------------------------------------------- | ----------------------------------------------- | --------------------------------------------------------------------- | --------- | --------- | --------------------------------- |
| 04. November 2008 | Thailand         | Anschlag in Sukhirin           |                                     |                                                                                             | 3 Autobomben                                    | Regierungsgebäude, Teeläden                                           | 1         | 70        | Konflikt in Südthailand seit 2004 |
| 05. November 2008 | Russland         | Anschlag in Wladikawkas        |                                     |                                                                                             | Selbstmordattentäterin                          | Minibus, Zivilisten                                                   | 11 (+1)   | 40        | Zweiter Tschetschenienkrieg       |
| 06. November 2008 | Pakistan         | Anschlag in Khyber Pakhtunkhwa | TTP                                 | deobandisch, islamisch-fundamentalistisch                                                   | Selbstmordattentäter                            | Stammesversammlung                                                    | 17 (+1)   | 45        | Konflikt in Nordwest-Pakistan     |
| 10. November 2008 | Irak             | Anschlag in Bagdad             | vermutlich al-Qaida im Irak         | salafistisch, wahhabitisch, panislamisch, antikommunistisch, antizionistisch, antisemitisch | Sprengsatz am Straßenrand, Selbstmordattentäter | Schulbus, eintreffende Rettungskräfte                                 | 31 (+1)   | 71        | Irakischer Widerstand             |
| 12. November 2008 | Afghanistan      | Anschlag in Kandahar           |                                     |                                                                                             | Selbstmordattentäter mit Autobombe              | Regierungsgebäude                                                     | 6 (+1)    | 42        | Krieg in Afghanistan              |
| 12. November 2008 | Irak             | Anschlag in Bagdad             |                                     |                                                                                             | Sprengsatz, Autobombe                           | Rettungskräfte, Zivilisten                                            | 12        | 60        | Irakischer Widerstand             |
| 15. November 2008 | Irak             | Anschlag in Bagdad             |                                     |                                                                                             | Autobombe                                       | Theater, Zivilisten                                                   | 5         | 23        | Irakischer Widerstand             |
| 15. November 2008 | Irak             | Anschlag in Tal Afar           |                                     |                                                                                             | Selbstmordattentäter mit Autobombe              | Markt, Zivilisten                                                     | 11 (+1)   | 36        | Irakischer Widerstand             |
| 20. November 2008 | Thailand         | Anschlag in Bangkok            |                                     |                                                                                             | Granatwerfer                                    | Gelbhemden                                                            | 1         | 22        |                                   |
| 21. November 2008 | Pakistan         | Anschlag in Khyber Pakhtunkhwa |                                     |                                                                                             | Sprengsatz                                      | Beerdigung                                                            | 10        | 40        | Konflikt in Nordwest-Pakistan     |
| 21. November 2008 | Afghanistan      | Anschlag in Tscharikar         |                                     |                                                                                             | Granaten                                        | Hochzeitsfeier                                                        | 8         | 62        | Krieg in Afghanistan              |
| 26. November 2008 | Indien           | Anschlag in Mumbai             | Deccan Mujahideen, Laschkar-e Taiba | islamistisch                                                                                | Kalaschnikows, Granaten, RDX-Zeitbomben         | Bahnhof, 2 Hotels, Leopold Cafe, Krankenhaus, Bürokomplex, Tankstelle | 172 (+11) | 327+ (+1) |                                   |
| 28. November 2008 | Irak             | Anschlag in Babil              | vermutlich Islamic State of Iraq    | salafistisch, wahhabitisch                                                                  | Selbstmordattentäter                            | Moschee                                                               | 12 (+1)   | 23        | Irakischer Widerstand             |
| 29. November 2008 | Thailand         | Anschlag in Bangkok            |                                     |                                                                                             | Granate                                         | Gelbhemden                                                            | 1         | 46        |                                   |

## Dezember
| Datum/Beginn      | Betroffenes Land             | Anschlag                       | Täter                                               | Politische Ausrichtung                                             | Mittel                                      | Ziel                                                             | Tote    | Verletzte | Hintergrund                        |
| ----------------- | ---------------------------- | ------------------------------ | --------------------------------------------------- | ------------------------------------------------------------------ | ------------------------------------------- | ---------------------------------------------------------------- | ------- | --------- | ---------------------------------- |
| 01. Dezember 2008 | Irak                         | Anschlag in Bagdad             | vermutlich Islamic State of Iraq                    | salafistisch, wahhabitisch                                         | 2 Selbstmordattentäter, einer mit Autobombe | Polizeirekruten                                                  | 15 (+2) | 46        | Irakischer Widerstand              |
| 02. Dezember 2008 | Indien                       | Anschlag in Diphu              | vermutlich Karbi Longri N.C. Hills Liberation Front | autonomistisch, karbi-sozialistisch                                | Sprengsatz                                  | Passagierzug                                                     | 3       | 30        | Aufstand im Nordosten Indiens      |
| 02. Dezember 2008 | Thailand                     | Anschlag nahe Bangkok          |                                                     |                                                                    | Granate                                     | Gelbhemden am Flughafen Bangkok-Don Mueang                       | 1       | 22        |                                    |
| 03. Dezember 2008 | Spanien                      | Anschlag in Azpeitia           | ETA                                                 | autonomistisch, baskisch-nationalistisch, marxistisch-leninistisch | Schusswaffe(n)                              | Geschäftsmann                                                    | 1       | 0         | Baskischer Konflikt                |
| 05. Dezember 2008 | Pakistan                     | Anschlag in Peschawar          |                                                     |                                                                    | Autobombe                                   | Wahllokal, Schule                                                | 27      | 50        | Konflikt in Nordwest-Pakistan      |
| 07. Dezember 2008 | Irak                         | Anschlag in Baquba             |                                                     |                                                                    | Sprengsatz                                  | Bürgermeister, Journalisten, Polizisten, Milizionäre, Zivilisten | 3       | 43        | Irakischer Widerstand              |
| 11. Dezember 2008 | Irak                         | Anschlag nahe Kirkuk           | Islamic State of Iraq                               | salafistisch, wahhabitisch                                         | Selbstmordattentäter                        | Restaurant                                                       | 55 (+1) | 120       | Irakischer Widerstand              |
| 13. Dezember 2008 | Hongkong                     | Anschlag in Mongkok            |                                                     |                                                                    | Säure                                       | Zivilisten                                                       | 0       | 46        | Aufstand im Irak (nach US-Rückzug) |
| 15. Dezember 2008 | Südsudan                     | Anschlag in Yambio             | LRA                                                 | christlich                                                         | Entführung (60)                             | Zivilisten                                                       | 50+     |           | LRA-Konflikt                       |
| 17. Dezember 2008 | Irak                         | Anschlag in Bagdad             |                                                     |                                                                    | Sprengsatz, Autobombe                       | Verkehrspolizeistreife, Zivilisten                               | 18      | 65        | Irakischer Widerstand              |
| 18. Dezember 2008 | Philippinen                  | Anschlag in General Santos     | vermutlich MILF                                     | autonomistisch, moro-sozialistisch                                 | 2 Sprengsätze                               | Kaufhäuser                                                       | 2       | 41        | Moro-Konflikt                      |
| 23. Dezember 2008 | Philippinen                  | Anschlag in Basilan            | vermutlich Abu Sajaf                                | islamistisch, islamisch-fundamentalistisch                         | Granate                                     | Restaurant                                                       | 0       | 26        | Moro-Konflikt                      |
| 24. Dezember 2008 | Demokratische Republik Kongo | Weihnachtsmassaker 2008        | LRA                                                 | christlich                                                         | Äxte, Macheten, Brandstiftung, Entführung   | Weihnachtskonzert, Kirche(n), Dörfer                             | 860+    |           | LRA-Konflikt                       |
| 25. Dezember 2008 | Irak                         | Anschlag in Bagdad             |                                                     |                                                                    | Autobombe                                   | Restaurant                                                       | 6       | 25        | Irakischer Widerstand              |
| 27. Dezember 2008 | Irak                         | Anschlag nahe Bagdad           |                                                     |                                                                    | Autobombe                                   | Zivilisten                                                       | 25      | 54        | Irakischer Widerstand              |
| 28. Dezember 2008 | Afghanistan                  | Anschlag in Chost              | vermutlich Haqqani-Netzwerk                         | deobandisch-fundamentalistisch                                     | Selbstmordattentäter mit Autobombe          | Treffen von Stammesältesten                                      | 16 (+1) | 58        | Krieg in Afghanistan               |
| 28. Dezember 2008 | Irak                         | Anschlag nahe Mossul           |                                                     |                                                                    | Selbstmordattentäter auf Fahrrad            | Demonstration                                                    | 4 (+1)  | 21        | Irakischer Widerstand              |
| 28. Dezember 2008 | Pakistan                     | Anschlag in Khyber Pakhtunkhwa | TTP                                                 | deobandisch, islamisch-fundamentalistisch                          | Selbstmordattentäter mit Autobombe          | Wahllokal, Schule                                                | 23 (+1) | 16        | Konflikt in Nordwest-Pakistan      |
| 29. Dezember 2008 | Iran                         | Anschlag nahe Saravan          | Dschundollah                                        | salafistisch, belutschisch-nationalistisch, regierungsfeindlich    | Selbstmordattentäter                        | Polizisten                                                       | 1 (+1)  | 20        |                                    |
| 30. Dezember 2008 | Bhutan                       | Anschlag in Sarpang            | United Revolutionary Front of Bhutan                |                                                                    | Sprengsatz, Schusswaffen                    | Ranger                                                           | 4       | 2         |                                    |
| 31. Dezember 2008 | Spanien                      | Anschlag in Bilbao             | ETA                                                 | autonomistisch, baskisch-nationalistisch, marxistisch-leninistisch | Autobombe                                   | Radio- und Fernsehsender                                         | 0       | 1         | Baskischer Konflikt                |
| 31. Dezember 2008 | Irak                         | Anschlag nahe Sindschar        |                                                     |                                                                    | Autobombe                                   | Markt                                                            | 5       | 50        | Irakischer Widerstand              |
| 31. Dezember 2008 | Philippinen                  | Anschlag in General Santos     | vermutlich MILF                                     | autonomistisch, moro-sozialistisch                                 | Granate                                     | Polizisten, Zivilisten                                           | 0       | 22        | Moro-Konflikt                      |